# Tadeusz Ciecierski (filozof)
Tadeusz Andrzej Ciecierski (ur. 1978) – polski filozof, dr hab. nauk humanistycznych, profesor Uniwersytetu Warszawskiego na Wydziale Filozofii UW, prezes Polskiego Towarzystwa Semiotycznego. Zajmuje się filozofią języka i umysłu oraz semiotyką teoretyczną.
Ukończył studia filozoficzne na Uniwersytecie Warszawskim oraz studia socjologiczne w Instytucie Stosowanych Nauk Społecznych UW. W roku 2006 obronił na Uniwersytecie Warszawskim doktorat poświęcony zagadnieniu zależności kontekstowej (napisany pod kierunkiem Jerzego Pelca). Habilitował się w 2014 na podstawie książki Nastawienia sądzeniowe. Wykłady z filozofii psychologii. Laureat stypendium Polityki Zostańcie z Nami. Przebywał jako stypendysta na Indiana University, Bloomington, Stanford University oraz University of Nottingham. 
Zredagował wraz Pawłem Grabarczykiem książki: The Architecture of Context and Context Sensitivity (Springer, 2020) oraz Context-Dependence in Language, Action and Cognition (De Gruyter, 2021)

## Książki samodzielne
- Zależność kontekstowa. Wprowadzenie do problematyki, Biblioteka Ośrodka Badań Filozoficznych, 2011
- Nastawienia sądzeniowe. Wykłady z filozofii psychologii, Wydawnictwo Naukowe PWN, 2013